# The Vengeance of the Fakir
The Vengeance of the Fakir è un cortometraggio muto del 1912 diretto da Henry J. Vernot (con il nome Henri Vernot). Prodotto dalla Eclair American, aveva come interpreti Alec B. Francis, Will E. Sheerer, George Larkin, Muriel Ostriche, Lamar Johnstone.
È uno dei pochi film della breve carriera registica di Vernot.

## Produzione
Il film fu prodotto dalla Eclair American.

## Distribuzione
Distribuito dalla Universal Film Manufacturing Company, il film uscì nelle sale cinematografiche degli Stati Uniti il 19 dicembre 1912.